# Sticherus owhyhensis
Sticherus owhyhensis är en ormbunkeart som först beskrevs av William Jackson Hooker och som fick sitt nu gällande namn av Ren-Chang Ching.
Sticherus owhyhensis ingår i släktet Sticherus och familjen Gleicheniaceae. Inga underarter finns listade i Catalogue of Life.